# Adrian Cole
Adrian Lindley Trevor Cole CBE, DSO, MC, DFC (Melbourne, 19 de junho de 1895 – 14 de fevereiro de 1966) foi um militar australiano, vice-marechal do ar da Real Força Aérea Australiana (RAAF). Depois de se juntar ao exército no início da Primeira Guerra Mundial, foi transferido para o Australian Flying Corps em 1916, integrando, posteriormente, o Esquadrão N.º 1 no Médio Oriente, e o Esquadrão N.º 2 na Frente Ocidental. Um ás da aviação, abateu 10 aeronaves inimigas e foi condecorado com a Cruz Militar e a Cruz de Voo Distinto. Em 1921, foi membro fundador da RAAF.
"King" Cole ascendeu ao cargo de Air Member for Supply em 1933 e foi promovido a capitão de grupo em 1935. No ano seguinte, foi nomeado primeiro oficial comandante do quartel-general da base aérea de Richmond. Durante a Segunda Guerra Mundial, liderou o Comando da Área do Noroeste em Darwin, Território do Norte, e ocupou uma série de postos no norte da África, na Inglaterra, na Irlanda do Norte e em Ceilão. Como controlador aéreo avançado durante o ataque a Dieppe em 1942, foi ferido em acção e premiado com a Ordem de Serviços Distintos. Cole serviu em conselhos de administração corporativos após a sua aposentadoria da RAAF em 1946. Ele morreu em 1966 com a idade de setenta anos.

## Início de vida e Primeira Guerra Mundial
Adrian Cole nasceu em Glen Iris, um subúrbio de Melbourne, filho do advogado e médico Robert Cole e de Helen (nascida Hake). Foi educado na Geelong Grammar School e na Melbourne Grammar School, onde foi membro do corpo de cadetes. Quando a Primeira Guerra Mundial estourou em agosto de 1914, Cole obteve uma comissão nas Forças Militares Australianas prestando serviço no 55º Regimento de Infantaria (Collingwood). Dois anos mais tarde, a 28 de janeiro de 1916, pôs fim à sua comissão para ingressar na Força Imperial Australiana, com a intenção de se tornar piloto do Australian Flying Corps.

### Médio Oriente

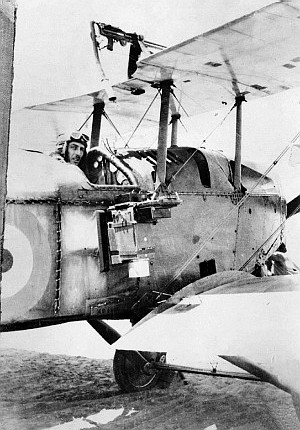
O tenente Cole num Martinsyde "Elephant" do Esquadrão N.º 1 para reconhecimento fotográfico, Palestina, 1917

Colocado no Esquadrão N.º 1 (também conhecido até 1918 como Esquadrão N.º 67 do Real Corpo Aéreo (RFC)), Cole partiu de Melbourne a bordo do HMAT A67 Orsova no dia 16 de março de 1916 com destino ao Egipto. Foi comissionado como segundo-tenente em junho e começou o seu treino de pilotagem em agosto. No início de 1917, já estava a voar em missões de reconhecimento no Sinai e na Palestina. Participou de uma das primeiras atividades de cooperação ar-mar dos Aliados no dia 25 de fevereiro dirigindo o fogo naval francês contra a cidade costeira de Jaffa, através do rádio do seu biplano B.E.2. No dia 20 de abril, Cole e outro membro do esquadrão, o tenente Roy Maxwell Drummond, atacaram seis aeronaves inimigas que ameaçavam bombardear a cavalaria aliada, desfazendo a sua formação e perseguindo-os de volta às suas próprias linhas. Ambos os aviadores receberam a Cruz Militar pelas suas acções; a citação de Cole foi publicada em um suplemento do London Gazette a 16 de agosto de 1917, que dizia o seguinte:
No dia seguinte à acção que lhe rendeu a Cruz Militar, Cole estava a voar num Martinsyde G.100 sobre Tel el Sheria quando foi atingido por fogo terrestre e forçado a fazer uma aterragem forçada atrás das linhas inimigas; depois de incendiar a sua aeronave, foi recolhido e resgatado pelo capitão Richard Williams. No dia 26 de junho, após um ataque de oito aviões ao quartel-general do Quarto Exército Turco em Jerusalém, Cole e outro piloto sofreram com convulsões no motor enquanto realizavam um resgate semelhante de um camarada abatido; todos os três aviadores foram forçados a caminhar pela terra de ninguém antes de serem recolhidos por uma patrulha australiana de cavalaria ligeira.

### Frente Ocidental

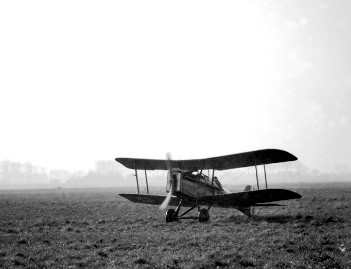
Cole num S.E.5 do Esquadrão N.º 2, Lille, novembro de 1918

Promovido a capitão em agosto de 1917, Cole foi enviado para a França como comandante de esquadrilha no Esquadrão N.º 2 (também conhecido até 1918 como o Esquadrão N.º 68 do RFC). Pilotando caças S.E.5 na Frente Ocidental, foi creditado por destruir neutralizar dez aeronaves inimigas entre julho e outubro de 1918, tornando-o um ás da aviação. Numa única missão sobre o Vale do Lys no dia 19 de agosto, Cole abateu dois caças alemães e por pouco evitou ser abatido imediatamente a seguir, quando foi atacado por cinco caças Fokker Triplanos que estavam a ser perseguidos por caças aliados Bristol Fighter. A 24 de setembro, liderou para a batalha uma patrulha de quinze caças S.E.5 que destruíram ou danificaram oito caças alemães sobre Haubourdin e Pérenchies, reivindicando um Pfalz D.III para si.
Cole foi premiado com a Cruz de Voo Distinto pelas suas acções a 7 de outubro de 1918, quando liderou o Esquadrão N.º 2 através de "um tornado de fogo antiaéreo" num grande ataque à infraestrutura de transportes em Lille. Durante o ataque, bombardeou com sucesso um comboio de mercadorias e um de tropas, e colocou várias baterias antiaéreas fora de acção, antes de liderar a sua formação de volta à base em baixa altitude. O anúncio e a citação que o acompanha para a sua condecoração foram publicados a 8 de fevereiro de 1919:

## Período entreguerras

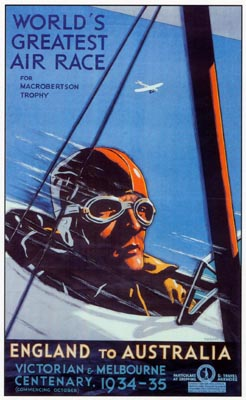
Cole foi vice-presidente da Corrida Aérea MacRobertson de 1934

De regresso à Austrália em fevereiro de 1919, Cole passou brevemente um tempo como civil antes de aceitar uma comissão no Australian Air Corps, o sucessor de curta duração do Australian Flying Corps, em janeiro de 1920. No dia 17 de junho, acompanhado pelo capitão Hippolyte De La Rue, Cole pilotou um DH.9 a uma altura de 27 000 pés (8 200 m), estabelecendo um recorde australiano de altitude que durou mais de dez anos. Em março de 1921 foi transferido para a Real Força Aérea Australiana (RAAF) como tenente de voo, tornando-se um dos vinte e um oficiais originais. A 30 de novembro, casou-se com a sua prima Katherine Cole na Capela de São Pedro na Melbourne Grammar School; o casal teve dois filhos e duas filhas. O líder de esquadrão Cole foi enviado para a Inglaterra em 1923–24 para estudar no RAF Staff College, Andover, regressando à Austrália em 1925 para assumir funções como Diretor de Pessoal e Treino. Promovido a comandante de asa, ficou no comando da Escola de Treino de Voo N.º 1 (No. 1 FTS) na Base aérea de Point Cook, em Vitória, de 1926 a 1929. O primeiro curso de pilotos da reserva da força aérea ocorreu durante a gestão de Cole na No. 1 FTS; embora tenham ocorrido vinte e quatro acidentes, os ferimentos foram leves, levando-o a comentar na cerimónia de formatura que os alunos eram feitos de borracha indiana ou aprenderam a bater com "moderada segurança".
Cole ocupou o comando da Base aérea de Laverton de 1929 até à sua nomeação como Air Member for Supply (AMS) em janeiro de 1933. O cargo de AMS ocupava um assento no Air Board, que era presidido pelo Chefe do Estado-Maior da Força Aérea e era responsável coletivamente pelo controlo e administração da RAAF. Em março de 1932, Cole aceitou um convite do Lord Mayor de Melbourne para servir como vice-presidente da Corrida Aérea MacRobertson de 1934, cujo percurso ia da Inglaterra até à Austrália, para comemorar o centenário de Melbourne. O fornecimento das instalações de rádio e técnicos da RAAF foi considerado uma mais-valia para os competidores, embora Cole mais tarde tenha deixado registado que o seu papel envolvia "vinte meses de trabalho árduo, sem remuneração [...] com imensas críticas obscenas e de outra índole". Promovido a capitão de grupo em janeiro de 1935, tornou-se no oficial comandante inaugural (CO) do quartel-general da Base aérea de Richmond, em Nova Gales do Sul, no dia 20 de abril de 1936. O novo quartel-general, formado por elementos de duas das unidades da base, o Esquadrão N.º 3 e o Depósito de Aeronaves N.º 2, suplantou um acordo anterior onde o CO do Esquadrão N.º 3 desempenharia funções como comandante da base. Cole foi nomeado Comandante da Ordem do Império Britânico nas Honras da Coroação de 11 de maio de 1937, e frequentou o Imperial Defense College em Londres no ano seguinte. Em fevereiro de 1939 regressou à base de Laverton como CO, substituindo o capitão de grupo Henry Wrigley.

## Segunda Guerra Mundial
Como parte da reorganização da RAAF após a eclosão da Segunda Guerra Mundial em setembro de 1939, foi formado em Sydney o Grupo N.º 2 a 20 de novembro, com Cole no comando. O grupo controlava unidades da força aérea em Nova Gales do Sul. Cole foi promovido a comodoro do ar temporário em dezembro e assumiu a chefia do Comando da Área Central, que suplantou o Grupo N.º 2 quando foi estabelecido no novo ano. Em setembro de 1941, foi enviado para o Norte de África como Oficial Comandante da Asa N.º 235 da RAF, parte da Força Aérea do Deserto, onde ajudou a estabelecer uma nova unidade de guerra anti-submarina, o Esquadrão N.º 459 da RAAF. Colocado na Inglaterra, no quartel-general do Grupo N.º 11, em maio de 1942, serviu como controlador aéreo avançado da Batalha de Dieppe a 19 de agosto, sendo responsável por coordenar a cobertura aérea aliada na costa francesa a bordo do HMS Calpe. Nesta função, foi gravemente ferido na mandíbula e na parte superior do corpo quando caças alemães metralharam o navio; Cole precisou de cirurgia plástica e passou várias semanas em recuperação. A sua bravura durante a batalha rendeu-lhe a Ordem de Serviços Distintos, cuja nota foi publicada em suplemento no London Gazette a 2 de outubro de 1942.  No mesmo mês, foi nomeado Air Officer Commanding (AOC) da RAF na Irlanda do Norte, com o posto interino de vice-marechal do ar, embora o comando tenha sido descrito na história oficial da Austrália na guerra como um "fim do mundo".

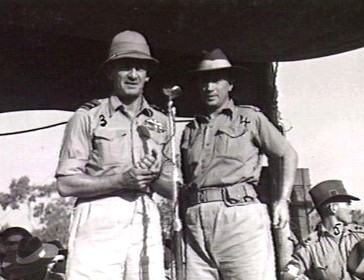
Vice-marechal do ar Cole (à esquerda) como Air Officer Commanding do Comando da Área Noroeste em Adelaide River, no Território do Norte, setembro de 1943

Em maio de 1943, Cole regressou à Austrália, assumindo em julho o cargo de AOC do Comando da Área Noroeste do comodoro do ar Frank Bladin. Baseado em Darwin, no Território do Norte, foi responsável pela defesa aérea da região, reconhecimento, proteção da navegação aliada e, posteriormente, operações ofensivas na campanha da Nova Guiné. Cole avaliou o comando como estando "em boa forma", mas considerou a sua capacidade de defesa aérea inadequada, recomendando o aumento de caças de longo alcance, como o P-38 Lightning. Ele, no entanto, teve que se contentar com os três esquadrões de caças Spitfire que já tinha na sua força e a possibilidade de convocar a Quinta Força Aérea da USAAF para reforços, conforme necessário. Durante agosto e setembro, Cole reduziu as missões regulares de reconhecimento para "aumentar a actividade de bombardeamento ao limite", seguindo um pedido do general Douglas MacArthur para fornecer todo o apoio disponível para os ataques aliados em Lae - Nadzab. Os aviões B-24 Liberator, Hudson, Beaufighter e Catalina do Comando da Área Noroeste realizaram ataques para destruir bases e aeronaves japonesas e desviar as forças inimigas das colunas aliadas. Durante março e abril de 1944, Cole tinha treze esquadrões sob o seu comando e apoiava operações anfíbias contra Hollandia e Aitape. Em maio, dirigiu o bombardeamento do Comando da Área Noroeste em Surabaia como parte da Operação Transom.
Cole entregou o comando da Área Noroeste ao comodoro do ar Alan Charlesworth em setembro de 1944. De seguida, assumiu o cargo de Air Member for Personnel (AMP) em outubro, mas foi removido rapidamente devido a um incidente na sede da RAAF, em Melbourne. O Chefe do Estado-Maior da Força Aérea, o vice-marechal do ar George Jones, recebeu uma carta anónima que alegava que Cole havia ficado bêbado e perdido o controlo de uma reunião no dia 8 de novembro. Investigando o assunto, Jones não conseguiu estabelecer se Cole esteve bêbado ou não, mas ficou satisfeito por saber que Cole não se havia comportado de forma impecável, emitindo uma advertência sem acusá-lo ou discipliná-lo de outra forma. Sob pressão do governo federal, Jones demitiu Cole do cargo de AMP e colocou-o em Ceilão em janeiro de 1945 como oficial de ligação da RAAF para o Comando do Sudeste Asiático. Cole serviu nesta função até ao final da guerra, participando nas negociações para a rendição japonesa e servindo como representante sénior da Austrália na cerimónia formal de rendição em Singapura no 12 de setembro de 1945.

## Aposentadoria e legado

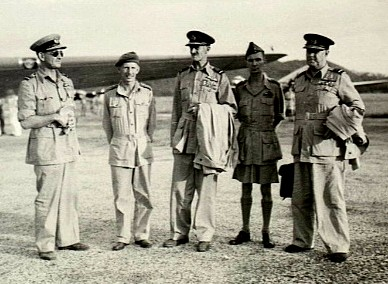
Cole (primeiro à esquerda) como Oficial de Ligação da RAAF para o Comando do Sudeste Asiático, com o marechal do ar Sir Keith Park (ao centro) e o marechal do ar Sir Hugh Saunders (primeiro à direita), perto de Penang, por volta de agosto de 1945

Cole foi sumariamente aposentado da RAAF em 1946, juntamente com vários outros comandantes seniores e veteranos da Primeira Guerra Mundial, uma acção que tinha como objectivo para abrir caminho para o avanço de oficiais mais jovens e igualmente capazes. Numa minuta ao Ministro da Aeronáutica, Arthur Drakeford, sobre as perspectivas de comando do pós-guerra, o vice-marechal do ar Jones avaliou Cole como tendo falhado em exibir "algumas das qualidades esperadas de oficiais superiores de tal patente". De qualquer forma, o seu papel no exterior era redundante. Cole, por sua vez, escreveu mais tarde ao Melbourne Herald que considerava a administração da RAAF durante a Segunda Guerra Mundial como "fraca", e que como consequência se sentiu "muito mais feliz por servir a maior parte da guerra com a Real Força Aérea".
Com o posto de comodoro do ar substantivo e vice-marechal do ar honorário, Cole foi oficialmente dispensado da RAAF no dia 17 de abril de 1946. Não foi do seu agrado ter sido aposentado à força, e candidatou-se nas eleições federais daquele ano como candidato do Partido Liberal contra Drakeford, disputando a Divisão Vitoriana de Maribyrnong. Cole afirmou que a sua candidatura foi "um esforço para trazer algum sentido e estabilidade à administração do governo", mas não teve sucesso e Drakeford manteve a cadeira. Posteriormente, Cole serviu como diretor da Pacific Insurance e da Guinea Airways. A 14 de fevereiro de 1966 faleceu, em Melbourne, de doença respiratória crónica. Sobrevivido pela sua esposa e quatro filhos, foi enterrado no Cemitério Camperdown, Vitória, após uma cerimónia funebre na Base aérea de Laverton.
Cole Street e Cole Street Conservation Precinct em Point Cook, na Base aérea de Williams, são nomeadas em sua homenagem. As suas condecorações foram guardadas pelo Naval and Military Club, em Melbourne, onde era um membro de longa data. Em julho de 2009, após a dissolução do clube, as medalhas seriam leiloadas juntamente com outra memorabilia. Esta acção foi contestada pela família de Cole, que argumentou que as suas condecorações foram apenas emprestadas ao clube e deveriam ser doadas ao Memorial de Guerra Australiano (AWM). Enquanto o Supremo Tribunal de Vitória deliberava sobre o caso, as partes envolvidas negociaram um acordo no qual as medalhas de Cole foram transferidas para o AWM.